# Daníel Leó Grétarsson
Daníel Leó Grétarsson Schmidt (ur. 2 października 1995 w Keflavíku) – islandzki piłkarz występujący na pozycji obrońcy w duńskim klubie SønderjyskE Fodbold oraz w reprezentacji Islandii.

## Kariera klubowa
Grę w piłkę nożną rozpoczął w wieku 5 lat w akademii klubu Ungmennafélag Grindavíkur, gdzie początkowo szkolił się do gry w formacji pomocy, a następnie w środku obrony. Jako dziecko trenował również inne dyscypliny sportu: gimnastykę, judo, koszykówkę i lekkoatletykę. Latem 2011 roku grający trener Ólafur Örn Bjarnason włączył go do kadry pierwszego zespołu Grindavíku.
18 lutego 2012 Grétarsson zaliczył pierwszy występ na poziomie seniorskim w meczu z Fimleikafélag Hafnarfjarðar w Pucharze Ligi (0:0), w którym wszedł na boisko w 46. minucie za Raya Anthony’ego Johnssona. 24 maja 2012 zadebiutował w Úrvalsdeild w spotkaniu z Ungmennafélag Selfoss, zakończonym wynikiem 3:3. W sezonie 2012 rozegrał łącznie 6 meczów i zdobył 1 bramkę. Na zakończenie rozgrywek jego zespół zajął ostatnie miejsce w tabeli i spadł do 1. deild karla. Po relegacji Grindavíku Grétarsson stał się podstawowym środkowym obrońcą i przez 2 kolejne sezony wystąpił w 43 z 44 ligowych meczów. Łącznie rozegrał w barwach tego klubu 49 ligowych spotkań.
Na przełomie września i października 2014 roku odbył testy w Aalesunds FK, prowadzonym przez Jana Jönssona. 1 stycznia 2015 oficjalnie podpisał z tym klubem profesjonalny trzyletni kontrakt. 6 kwietnia 2015 zadebiutował w Tippeligaen w przegranym 0:5 spotkaniu z Rosenborg BK. W sezonie 2017 stał się podstawowym graczem i spadł z Aalesunds FK do OBOS-ligaen. W maju 2018 roku doznał kontuzji stawu kolanowego, wskutek czego nie grał przez 4 miesiące. Na koniec sezonu 2018 wystąpił w play-off o awans do norweskiej ekstraklasy, w którym Aalesunds FK uległo w finale Stabæk Fotball 1:2 w dwumeczu. W sezonie 2019 Grétarsson wygrał ze swoim zespołem rozgrywki OBOS-ligaen, ustanawiając nowy rekord w ilości zdobytych punktów w lidze: 79.
W październiku 2020 roku Grétarsson podpisał dwuletnią umowę z Blackpool FC (EFL League One). W połowie grudnia tego samego roku doznał kontuzji, po której był wyłączony z gry na 4 miesiące. W połowie kwietnia 2021 roku w meczu ligowym z Sunderland AFC doznał urazu obręczy barkowej, przez co zmuszony był przejść operację. W trakcie jego trwającej 4,5 miesiąca rekonwalescencji Blackpool FC po fazie play-off awansowało do EFL Championship. W sezonie 2021/22 zanotował 3 występy w lidze i 1 w Carabao Cup.
W styczniu 2022 roku Grétarsson przeniósł się do Śląska Wrocław trenowanego przez Jacka Magierę. 19 lutego 2022 zadebiutował w Ekstraklasie w przegranym 1:3 meczu z Piastem Gliwice. 24 lipca 2022 zdobył swoją jedyną bramkę w polskiej lidze w spotkaniu z Pogonią Szczecin (2:1). Łącznie w barwach Śląska zaliczył 32 występy i strzelił 1 gola.
Latem 2023 roku został wykupiony przez duński klub SønderjyskE Fodbold (1. division), z którym podpisał czteroletnią umowę. Rok później awansował ze swoim zespołem do Superligaen. Zadebiutował w niej 21 lipca 2024 w przegranym 0:1 meczu z Silkeborg IF.

## Kariera reprezentacyjna
W latach 2013–2014 Grétarsson zanotował 10 występów w reprezentacji Islandii U-19, w tym 6 w kwalifikacjach Mistrzostw Europy 2014 i 2015. W latach 2015–2016 grał w kadrze U-21 prowadzonej przez Eyjólfura Sverrissona. Zaliczył w niej 6 spotkań i zdobył 1 bramkę; na jego dorobek złożył się 1 mecz towarzyski oraz 5 występów w eliminacjach Mistrzostw Europy 2017 i gol przeciwko Ukrainie (2:4).
We wrześniu 2019 roku – w wyniku kontuzji Sverrira Ingiego Ingasona – otrzymał pierwsze powołanie do seniorskiej reprezentacji Islandii na mecze z Mołdawią i Albanią w eliminacjach Mistrzostw Europy 2020. Oba spotkania spędził na ławce rezerwowych. 15 stycznia 2020 zadebiutował w drużynie narodowej w towarzyskim meczu z Kanadą, rozegranym w Irvine (1:0).

## Statystyki kariery

### Klubowe
Aktualne na dzień 20 sierpnia 2025
| Klub                      | Sezon             | Liga              | Liga  | Liga | Puchar kraju | Puchar kraju | Puchar ligi | Puchar ligi | Kontynentalne | Kontynentalne | Inne  | Inne | Razem | Razem |
| Klub                      | Sezon             | Liga              | Mecze | Gole | Mecze        | Gole         | Mecze       | Gole        | Mecze         | Gole          | Mecze | Gole | Mecze | Gole  |
| ------------------------- | ----------------- | ----------------- | ----- | ---- | ------------ | ------------ | ----------- | ----------- | ------------- | ------------- | ----- | ---- | ----- | ----- |
| Ungmennafélag Grindavíkur | 2012              | Úrvalsdeild       | 6     | 1    | 0            | 0            | 5           | 0           | —             | —             | —     | —    | 11    | 1     |
| Ungmennafélag Grindavíkur | 2013              | 1. deild karla    | 21    | 3    | 2            | 1            | 7           | 2           | —             | —             | —     | —    | 30    | 6     |
| Ungmennafélag Grindavíkur | 2014              | 1. deild karla    | 22    | 1    | 1            | 0            | 7           | 1           | —             | —             | —     | —    | 30    | 2     |
| Ungmennafélag Grindavíkur | Ogółem            | Ogółem            | 49    | 5    | 3            | 1            | 19          | 3           | 0             | 0             | 0     | 0    | 71    | 9     |
| Aalesunds FK              | 2015              | Tippeligaen       | 8     | 0    | 2            | 0            | —           | —           | —             | —             | —     | —    | 10    | 0     |
| Aalesunds FK              | 2016              | Tippeligaen       | 12    | 0    | 2            | 0            | —           | —           | —             | —             | —     | —    | 14    | 0     |
| Aalesunds FK              | 2017              | Eliteserien       | 27    | 1    | 4            | 0            | —           | —           | —             | —             | —     | —    | 31    | 1     |
| Aalesunds FK              | 2018              | OBOS-ligaen       | 13    | 1    | 0            | 0            | —           | —           | —             | —             | 4     | 0    | 17    | 1     |
| Aalesunds FK              | 2019              | OBOS-ligaen       | 29    | 3    | 2            | 0            | —           | —           | —             | —             | —     | —    | 31    | 3     |
| Aalesunds FK              | 2020              | Eliteserien       | 14    | 0    | —            | —            | —           | —           | —             | —             | —     | —    | 14    | 0     |
| Aalesunds FK              | Ogółem            | Ogółem            | 103   | 5    | 10           | 0            | 0           | 0           | 0             | 0             | 4     | 0    | 117   | 5     |
| Aalesunds FK 2            | 2015              | Oddsen-ligaen     | 14    | 1    | —            | —            | —           | —           | —             | —             | —     | —    | 14    | 1     |
| Aalesunds FK 2            | 2016              | 3. divisjon       | 10    | 3    | —            | —            | —           | —           | —             | —             | —     | —    | 10    | 3     |
| Aalesunds FK 2            | Ogółem            | Ogółem            | 24    | 4    | 0            | 0            | 0           | 0           | 0             | 0             | 0     | 0    | 24    | 4     |
| Blackpool FC              | 2020/2021         | EFL League One    | 12    | 0    | 2            | 0            | —           | —           | —             | —             | 1     | 0    | 15    | 0     |
| Blackpool FC              | 2021/2022         | EFL Championship  | 3     | 0    | 0            | 0            | 1           | 0           | —             | —             | —     | —    | 4     | 0     |
| Blackpool FC              | Ogółem            | Ogółem            | 15    | 0    | 2            | 0            | 1           | 0           | 0             | 0             | 1     | 0    | 19    | 0     |
| Śląsk Wrocław             | 2021/2022         | Ekstraklasa       | 4     | 0    | —            | —            | —           | —           | —             | —             | —     | —    | 4     | 0     |
| Śląsk Wrocław             | 2022/2023         | Ekstraklasa       | 28    | 1    | 3            | 0            | —           | —           | —             | —             | —     | —    | 31    | 1     |
| Śląsk Wrocław             | Ogółem            | Ogółem            | 32    | 1    | 3            | 0            | 0           | 0           | 0             | 0             | 0     | 0    | 35    | 1     |
| SønderjyskE Fodbold       | 2023/2024         | 1. division       | 23    | 3    | 1            | 0            | —           | —           | —             | —             | —     | —    | 24    | 3     |
| SønderjyskE Fodbold       | 2024/2025         | Superligaen       | 22    | 1    | 1            | 0            | —           | —           | —             | —             | —     | —    | 23    | 1     |
| SønderjyskE Fodbold       | 2025/2026         | Superligaen       | 4     | 0    | 0            | 0            | —           | —           | —             | —             | —     | —    | 4     | 0     |
| SønderjyskE Fodbold       | Ogółem            | Ogółem            | 49    | 4    | 2            | 0            | 0           | 0           | 0             | 0             | 0     | 0    | 51    | 4     |
| Ogółem w karierze         | Ogółem w karierze | Ogółem w karierze | 272   | 19   | 20           | 1            | 20          | 3           | 0             | 0             | 5     | 0    | 317   | 23    |

### Reprezentacyjne
Aktualne na dzień 20 sierpnia 2025
| Reprezentacja | Rok    | Mecze | Gole |
| ------------- | ------ | ----- | ---- |
| Islandia      |        |       |      |
| 2020          | 1      | 0     |      |
| 2021          | 4      | 0     |      |
| 2022          | 7      | 0     |      |
| 2023          | 1      | 0     |      |
| 2024          | 9      | 0     |      |
| 2025          | 2      | 0     |      |
| Ogółem        | Ogółem | 24    | 0    |

## Sukcesy
Islandia
- Baltic Cup: 2022